# Barbacoas (ort)
Barbacoas är en ort i Colombia.   Den ligger i departementet Nariño, i den västra delen av landet, 600 km sydväst om huvudstaden Bogotá. Barbacoas ligger 37 meter över havet och antalet invånare är 7 633.
Terrängen runt Barbacoas är platt åt nordväst, men åt sydost är den kuperad. Barbacoas ligger nere i en dal. Runt Barbacoas är det glesbefolkat, med 13 invånare per kvadratkilometer. Barbacoas är det största samhället i trakten. I omgivningarna runt Barbacoas växer i huvudsak städsegrön lövskog.